# Росва
Росва — село в Калужской области России. Входит в городской округ город Калуга.

## География
Расположено у юго-западной границы города Калуги, на речке Росвянка при её впадении в Угру, недалеко от впадения последней в Оку.

## Население
| 2002 | 2010  | 2022  |
| ---- | ----- | ----- |
| 1661 | ↘1536 | ↗1629 |

Национальный состав
По данным Всероссийской переписи населения 2002 года, русские составляли 91 % от всех 1661 жителя села (на тот момент — посёлка).

## Экономика

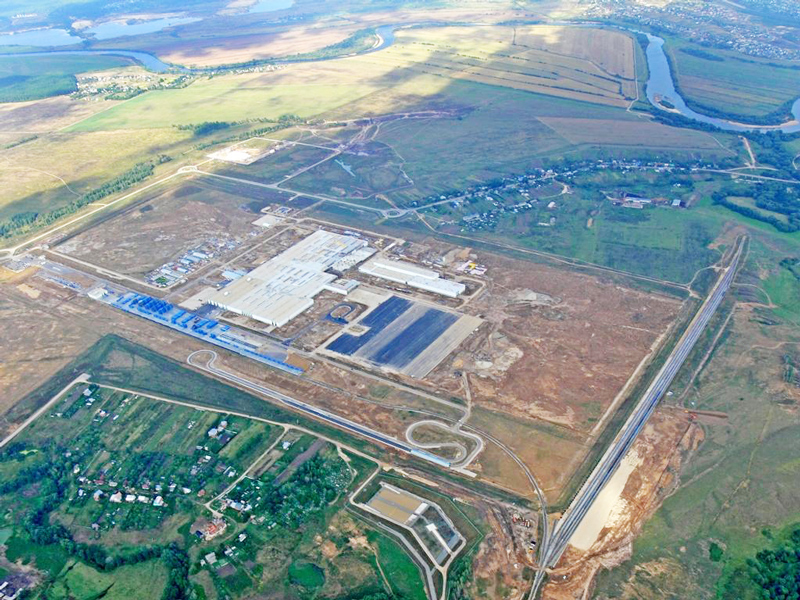
Индустриальный парк «Росва»

В 2009 году рядом с селом был создан индустриальный парк «Росва». Главным его инвестором стало ООО «Пежо Ситроен Мицубиси Автомобили Рус», являющееся совместным предприятием компаний Mitsubishi Motors и Groupe PSA.
На территории индустриального парка «Росва» работают 8 предприятий:
- ООО «Пежо Ситроен Мицубиси Автомобили Рус» — сборка автомобилей;
- ООО «Русские газовые турбины» — ремонт и техническое обслуживание компонентов газовых турбин;
- ООО «ФУКС ОЙЛ» — производство смазочных (моторных, тракторных, трансмиссионных, компрессорных) масел, а также смазочно-охлаждающих, гидравлических и закалочных жидкостей;
- ООО «Кордиант Калуга» — производство автомобильных шин для легковых автомобилей и легкого коммерческого транспорта;
- ContiTech – филиал фирмы «Кордиант Калуга» (Германия) — производство трубопроводов для систем кондиционирования и деталей гидроусилителя рулевого управления автомобилей
- АО «Биотехнологический комплекс «Росва» — комплекс глубокой переработки пшеницы (производство клейковины, глюкозно-фруктозного сиропа, коммерческого крахмала, кормовых добавок, моногидрата глюкозы, сорбита и аскорбиновой кислоты);
- ООО «Сибирский элемент Рента-К» — производство бетона и сухих смесей;
- ООО «Компания Технострой» — автотранспортное предприятие для обслуживания промышленных предприятий.